# Yngvi e Álfr
Álfr e Yngvi (Gamla Uppsala, II secolo – Gamla Uppsala, III secolo) sono stati due re leggendari sueoni della casata dei Yngling, di Uppsala.
Erano figli di Alrekr. Si uccisero a vicenda per questioni di gelosia. A loro succedette Jörundr, figlio di Yngvi; secondo Snorri Sturluson, preceduto però da Hugleikr, figlio di Álfr.

## Ynglinga saga
La Saga degli Ynglingar di Snorri Sturluson inizia col riportare che Yngvi era un buon re ed eccelleva in tutte le cose. Álfr era di carattere aspro e poco socievole.
(Snorri Sturluson - Saga degli Ynglingar - 21. Frá Álfi og Yngva)

## Ynglingal

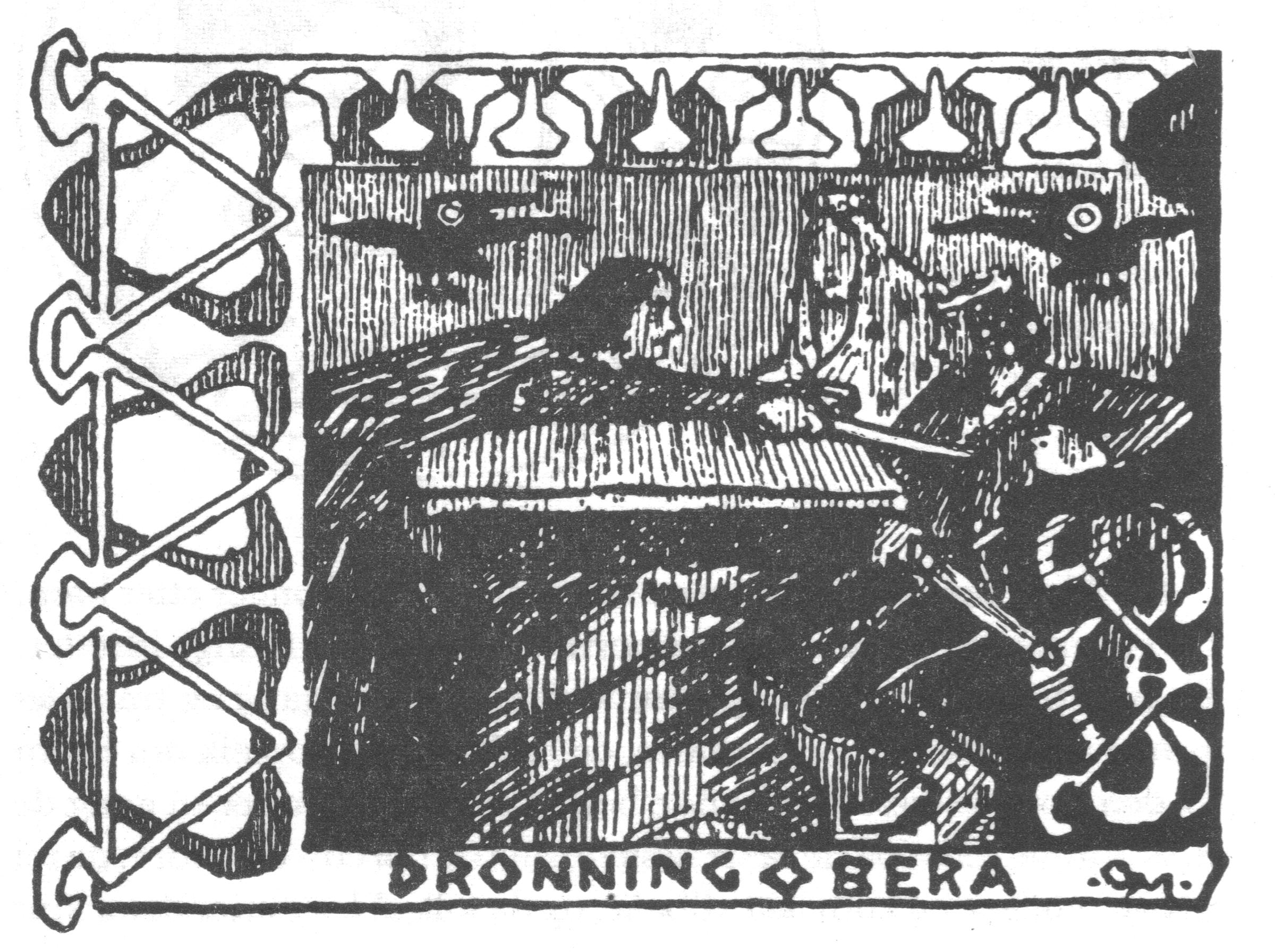
Álfr e Yngvi.
Illustrazione di Gerhard Munthe

Þjóðólfr da Hvinir nell'Ynglingatal sottolinea la colpa di Bera, che col suo comportamento spinse i due fratelli ad uccidersi a vicenda per gelosia.
es Alfr of vá 

vörðr véstalls, 

of veginn liggja,
 
es döglingr 

dreyrgan mæki 

öfundgjarn 

á Yngva rauð. 

Vasa þat bært 

at Bera skyldi 

valsœfendr 

vígs of hvetja, 

þás brœðr tveir 

at bönum urðusk, 

óþurfendr, 

of afbrýði.»
assassinato da Álfr,

guardiano di altari,

a giacere a terra,

quando il nipote di Dagr

tinse la sua spada

con invidia

nel sangue di Yngvi.

Non avrebbe dovuto

nascere quella Bera

che istigò ad ostili

lavori di macello,

quando due fratelli

finirono l'un contro l'altro

col cadere inutilmente,

spinti dalla gelosia.»
(Ynglingatal, Stanze XX e XI)

## Historia Norvegiæ
L'Historia Norvegiæ fa un breve resoconto sulla loro morte.
(Historia Norvegiæ, IX De ortu regum, vv. 14-19)
Anche una fonte precedente, l'Íslendingabók, cita Yngvi, ma in una successione che non corrisponde a quella riportata da Snorri.